# Пасіка (Конотопський район)
Па́сіка — село в Україні, у Кролевецькій міській громаді Конотопського району Сумської області. Населення становить 80 осіб. До 2020 орган місцевого самоврядування — Білогривська сільська рада.

## Географія
Село Пасіка знаходиться у одного з витоків річки Глистянка. На відстані 1 км розташовані села Дідівщина, Білогриве, ліквідоване село Бошівка і селище Луч. До села примикає лісовий масив (сосна, береза). Поруч проходить залізниця, станція Брюловецький за 1,5 км.
Від районного центру м. Кролевець до села - 15км.

## Історія
Село утворилось у 1924 р. з переселенців з Грузького. Назву отримало через наявність колись пасіки поміщика Есманського, у місцях де селилися люди.
12 червня 2020 року, відповідно до розпорядження Кабінету Міністрів України № 723-р «Про визначення адміністративних центрів та затвердження територій територіальних громад Сумської області», село увійшло до складу Кролевецької міської громади.
19 липня 2020 року, в результаті адміністративно-територіальної реформи та ліквідації Кролевецького району, увійшло до складу новоутвореного Конотопського району.

## Символіка
На гербі зображені вулик та дві бджоли, які несуть на лапках пилок. Герб символізує назву села і є промовистим.